# Venstres Ungdom
Venstres Ungdom eller VU er en politisk ungdomsorganisation baseret på liberalismen. VU er tilknyttet det landsdækkende parti Venstre. Den første VU-lokalforening blev oprettet i Kolding d. 24. september 1908, og i de kommende år blev der dannet lokalforeninger landet rundt. I 1912 stiftedes landsorganisationen, som er den landsdækkende paraplyorganisation for lokalforeningerne i Venstres Ungdom.
I 2022 eksisterer der 50 lokalforeninger af Venstres Ungdom ifølge Dansk Ungdoms Fællesråds officielle statistik. Lokalforeningen er det vigtigste led i Venstres Ungdoms organisation, idet det er her at alle medlemmer har mulighed for at deltage aktivt i VU's arbejde. Det er i lokalforeningen medlemmerne mødes til daglig, og det er her langt størstedelen af aktiviteterne finder sted.
Dette kan være aktiviteter i form af diverse oplæg af politisk, faglig og kulturel karakter, men der arrangeres også f.eks. virksomhedsbesøg som lokalforeningsbestyrelsen står for. Lokalforeningerne i VU er både skabt til fordel for at udvikle medlemmernes politiske kompetence og for at udvikle deres sociale netværk.
En gang om året, en weekend i september, afholdes der landsstævne, hvor VU bestemmer deres politiske principprogram. Her er det især emner som "fri narko" og "afskaffelse af kongehuset" der bliver diskuteret med både argumenter for og imod. Desuden er der besøg af politiske profiler som bl.a. Jakob Ellemann-Jensen.
VU afholder desuden hvert år efter nytår en landskonference, som dels foregår på Christiansborg og dels på Hotel Admiral i København. På Christiansborg i Landstingssalen afholdes diverse politiske oplæg på en stor konference både lørdag og søndag, og lørdag aften er der gallamiddag og overnatning på Hotel Admiral.
I juni 2008 fejrede Venstres Ungdom 100 års jubilæum. Dette skete i Kolding, hvor den første VU-forening blev oprettet.
Venstres Ungdom havde i 2022 ca. 2.000 medlemmer under 30 år, det højeste medlemstal blandt de politiske ungdomsorganisationer.
Venstres Ungdom er medlem af den europæiske liberale ungdomsorganisation LYMEC (sammen med Radikal Ungdom) samt verdensforbundet International Federation of Liberal Youth.

## Kampagner
I foråret 2007 indledte VU en kampagne mod den medieaftale, som Folketinget i juni 2006 vedtog. Medlemmerne kørte rundt Danmark rundt i busser for at tale deres sag.
VU har også stået bag andre kampagner. Blandt disse kan nævnes: "Ingen socialisme – tak", o.m.a.
I foråret 2008 fik Venstres Ungdom en del medieomtale, da de lancerede en kampagne for Fri hash.
Ved folkeafstemningen om retsforbeholdet den 3. december 2015 anbefalede VU et ja.
Venstres Ungdom vandt det første Skolevalg i Danmark d. 29. januar 2015 med 27,4% af stemmerne og det andet Skolevalg d. 2. februar 2017 med 19,1% af stemmerne. Ved det tredje Skolevalg i 2019 blev VU nr. 2 med 17,0 % af stemmerne, og ved Skolevalg 2021 fik ungdomsorganisationen 11,8 % af stemmerne, hvilket rakte til en fjerdeplads.

## Skolevalgsresultater
| Valg | Formand            | Stemmer | %    | Mandater | +/-     | Mærkesag #1                              | Mærkesag #2              | Mærkesag #3                              |
| ---- | ------------------ | ------- | ---- | -------- | ------- | ---------------------------------------- | ------------------------ | ---------------------------------------- |
| 2015 | Jens Husted        |         | 27,4 | 49 / 175 | Uændret | Gør aktiv dødshjælp lovlig               | Fjern topskatten         | Indfør niveauopdeling i folkeskolen      |
| 2017 | Chris Holst Preuss | 8.661   | 19,1 | 34 / 175 | 15      | Kortere skoledag i folkeskolen           | Fjernelse af topskatten  | Indfør aktiv dødshjælp                   |
| 2019 | Jakob Sabroe       | 10.280  | 17,0 | 31 / 175 | 3       | Kortere skoledage i folkeskolen          | Afskaf topskatten        | Gør aktiv dødshjælp lovligt              |
| 2021 | Maria Ladegaard    | 5.752   | 11,8 | 21 / 175 | 10      | Afskaf topskatten                        | Hårdere straffe for vold | Niveauinddeling i folkeskolen            |
| 2024 | Lasse B. Sørensen  |         | 9,81 | 18 / 175 | 3       | Gør arbejde for unge under 18 skattefrit | Hårdere straffe for vold | Indfør samme CO2-afgift for alle erhverv |

## Formænd
Tidligere formænd for VU:
- 1912-1915 Niels Elgaard
- 1915-1917 A.L.H. Elmquist
- 1917-1918 J. Chr. Jensen-Broby
- 1918-1919 H. Tranberg-Jensen
- 1919-1920 Jens Rahbek
- 1920-1922 H.C. Koefoed
- 1922-1923 Søren Peter Larsen
- 1923-1923 Christian Christensen
- 1923-1927 Henry Gideon
- 1927-1929 Edvard Sørensen
- 1929-1930 P.C. Jacobsen
- 1930-1932 Erik Eriksen
- 1932-1935 M. Elmertoft
- 1935-1937 N.K. Larsen
- 1937-1939 P. Thisted Knudsen
- 1939-1941 Jens Christian Christensen
- 1941-1943 Alfred Larsen
- 1943-1946 Søren Andersen
- 1946-1948 Jens Peter Petersen
- 1948-1951 Henry Christensen
- 1951-1953 P. Givskov Christensen
- 1953-1955 Søren Jensen
- 1955-1957 Niels Westerby
- 1957-1959 Niels Anker Kofoed
- 1959-1962 Knud Enggaard
- 1962-1964 Knud Erik Særkjær
- 1964-1966 Peter Holst
- 1966-1968 Jørgen Brøndlund Nielsen
- 1968-1970 Erik Fabrin
- 1970-1972 Bertil Toft Hansen
- 1972-1974 Knud Andersen
- 1974-1976 Anders Fogh Rasmussen
- 1976-1978 Niels Jørgen Hansen
- 1978-1980 Troels Brøndsted
- 1980-1983 Flemming Oppfeldt
- 1983-1985 Jens Skipper Rasmussen
- 1985-1986 Lars Møller Sørensen
- 1986-1989 Lars Løkke Rasmussen
- 1989-1990 Jesper Ib
- 1990-1991 Lars Bech Pedersen
- 1991-1993 Hans Kargaard Thomsen
- 1993-1995 Carl Holst
- 1995-1997 Kristian Jensen
- 1997-1999 Troels Lund Poulsen
- 1999-2001 Peter Christensen
- 2001-2003 Torsten Schack Pedersen
- 2003-2005 Claus Horsted
- 2005-2007 Karsten Lauritzen
- 2007-2009 Thomas Banke
- 2009-2011 Jakob Engel-Schmidt
- 2011-2013 Morten Dahlin
- 2013-2015 Jens Husted
- 2015-2017 Chris Holst Preuss
- 2017-2019 Jakob Sabroe
- 2019-2021 Kristian Lausten Madsen
- 2021-2023 Maria Ladegaard
- 2023-2024 Lasse B. Sørensen
- 2024-Nu Jens Paaske Klausen

## Struktur
Venstres Ungdoms struktur består af et forretningsudvalg, en Landsstyrelse samt et Landsstævne. Landsstyrelsen er den øverste myndighed mellem landsstævnerne. Den daglige ledelse af foreningen varetages af forretningsudvalget. 
Forretningsudvalget består af landsformanden, næstformanden, formanden for Landsstyrelsen, næstformanden for Landsstyrelsen, syv medlemmer valgt af Venstres Ungdoms Landsstævne samt landssekretæren som referent.

## Referenceliste
1. 1 2 3  Driftstilskud - politiske ungdomsorganisationer 1994-2022. DUF, 16. februar 2023.
2. ↑  "Danmarks EU-forbehold: Retsforbeholdet. VU". Arkiveret fra originalen 30. marts 2018. Hentet 5. februar 2016.
3. ↑  Skolevalg 2015: Sådan stemte teenagerne. Artikel på ekstrabladet.dk 29. januar 2015.
4. ↑  Her er resultatet af Skolevalg 2017: De unge vil have et blåt Danmark. dr.dk 2. februar 2017.
5. ↑  Listen over formænd før 1996 er taget fra: Holst, Carl: Drevet af ideen – historier om Venstres Ungdom, Breidablik, 1996, s. 59-68.